# Philippe Haudrère
 (octobre 2021).
Si vous disposez d'ouvrages ou d'articles de référence ou si vous connaissez des sites web de qualité traitant du thème abordé ici, merci de compléter l'article en donnant les références utiles à sa vérifiabilité et en les liant à la section « Notes et références ».
Philippe Haudrère est un historien moderniste français né le 14 février 1940 au Mans et mort le 18 novembre 2021 à Paris.
Philippe Haudrère est spécialisé dans l'histoire du XVIIIe siècle. Sa thèse d'Etat sur la Compagnie des Indes reste une référence de qualité dans le monde universitaire. Puis, au cours de sa carrière, il s'est intéressé à un espace géographique vaste : l'océan Indien. Son apport a été colossal pour comprendre le rôle et la fonction majeure de la France, en ses contrées souvent oubliées.

## Biographie
Il est docteur ès-lettres et sciences humaines (Paris 4, 1987), agrégé de l'université, et professeur à l'université d'Angers (en 1992). 

## Publications
- Les Français dans l'océan Indien, XVIIe – XIXe siècle, 2014
- La contrebande des toiles "indiennes" à Paris au XVIIIe siècle, 2009
- Les compagnies des Indes orientales, trois siècles de rencontre entre Orientaux et Occidentaux, 1600-1858, 2006
- Les compagnies des Indes, 1999
- De l'esclave au citoyen, 1998
- L'empire des rois, 1500-1789, 1997
- Le grand commerce maritime au XVIIIe siècle, Européens et espaces maritimes (1997)
- Révolution-Empire, 1789-1815, 1994, avec Philippe Haudrère comme Éditeur scientifique
- La Bourdonnais, marin et aventurier, 1992
- La Compagnie française des Indes au XVIIIe siècle, 1719-1795

## Audiovisuel
- (audio) Les Compagnies marchandes européennes, conférence donnée le 16 octobre 2007 à l'Université populaire du musée du quai Branly - Jacques Chirac sur le site du musée